# Jeździectwo na Letnich Igrzyskach Olimpijskich 1900 – skok w dal
Skok w dal był jedną z trzech konkurencji w jeździectwie na Letnich Igrzyskach Olimpijskich 1900 w Paryżu uznawanych przez Międzynarodowy Komitet Olimpijski. Rozegrany został 31 maja na Placu Breteuil.
Do zawodów zostało zgłoszonych 17 zawodników. Znanych jest 8 startujących. Wiadomo natomiast, że wśród pozostałych było 7 Francuzów i 2 Belgów.
Złoty medal zdobył Belg Constant van Langendonck, srebro Włoch Giovanni Giorgio Trissino, natomiast brąz Francuz Camille de La Forgue de Bellegarde.

## Wyniki
| Poz.   | Jeździec                           | Koń           | Wynik    |
| ------ | ---------------------------------- | ------------- | -------- |
| złoto  | Constant van Langhendonck          | Extra-Dry     | 6,10 m   |
| srebro | Giovanni Giorgio Trissino          | Oreste        | 5,70 m   |
| brąz   | Camille de La Forgue de Bellegarde | Tolla         | 5,30 m   |
| 4      | Napoleon Murat                     | Bayard        | 4,90 m   |
| 5      | Uberto Visconti di Modrone         | Jupe-en-l'Air | nieznany |
| 6      | Hermann John Mandl                 | nieznany      | nieznany |
| 7      | Henri Plocque                      | Camelia       | nieznany |
| 8      | van der Meulen                     | nieznany      | nieznany |
| 9-17   | Władimir Nikołajewicz Orłow        | nieznany      | nieznany |
| 9-17   | de Poliakow                        | nieznany      | nieznany |
| 9-17   | 7 nieznanych zawodników            |               |          |